# Asesinatos de West Mesa

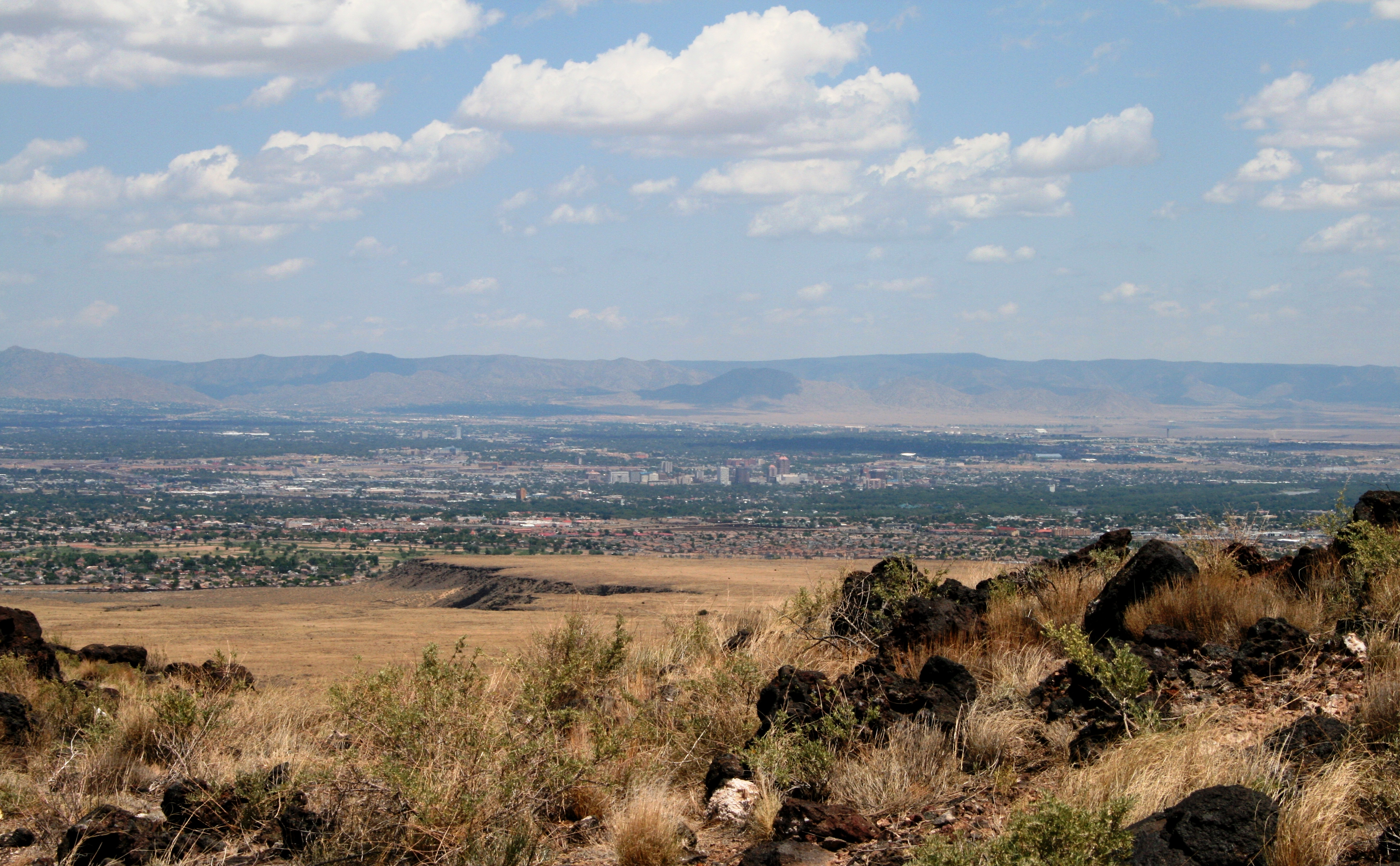
Vista del centro de Albuquerque y las montañas Manzano desde West Mesa.

Los asesinatos de West Mesa hacen referencia a los asesinatos de 11 mujeres cuyos restos fueron encontrados enterrados en 2009 en el desierto de West Mesa, ubicado al sur de Albuquerque (Nuevo México), en los Estados Unidos. Se llegaron a identificar varios sospechosos, pero ninguno fue arrestado ni acusado. Si bien inicialmente se creyó que un único asesino en serie fuera el responsable de todos ellos, con el paso del tiempo cogió peso la creencia de que pudo ser un episodio, englobado en un capítulo más amplio, de una red de tráfico sexual de personas.
Las autoridades pudieron rastrear los asesinatos hasta una red de tráfico sexual más grande desde América Central, que opera a través de la vecina Texas teniendo como objetivo a prostitutas durante eventos en todo el suroeste, sur y oeste de los Estados Unidos, especialmente eventos programados regularmente, como la Feria Estatal del estado de Nuevo México en este caso, para aprovechar el tráfico más pesado. Este pequeño fragmento de una red de tráfico de personas involucra numerosos centros de población, que incluyen Las Vegas en Nevada; El Paso y Killeen, en Texas; y Denver, en Colorado.

## Trasfondo
Entre 2001 y 2005, 11 mujeres fueron enterradas por un agresor desconocido en un arroyo en el entorno de West Mesa, al sur de la ciudad de Albuquerque, en una zona no desarrollada dentro de los límites de la ciudad. Las imágenes de satélite tomadas entre 2003 y 2005 mostraban marcas de neumáticos y parches de suelos alterados en el área donde se recuperaron los restos. Para 2006, el desarrollo había invadido el área, y poco después, el sitio fue alterado, soterrado y planificado para desarrollo residencial.
Debido al colapso de la burbuja inmobiliaria de 2008, el desarrollo en el West Side se detuvo antes de que se pudieran construir viviendas en el lugar del entierro. Después de que los vecinos se quejaron de las inundaciones en el sitio planificado (debido al soterramiento del arroyo natural), el desarrollador construyó un muro de contención para canalizar el agua de lluvia a un estanque de retención construido en el área aproximada del sitio de entierro, exponiendo inadvertidamente los huesos a la superficie.

## Descubrimiento
El 2 de febrero de 2009, una mujer que paseaba a su perro encontró un hueso humano en West Mesa y lo denunció a la policía. Como resultado de la investigación policial posterior, las autoridades descubrieron los restos de 11 mujeres y jóvenes, una de ellas embarazada dada la presencia de un feto en su pelvis, enterrados en la zona. Tenían entre 15 y 32 años, la mayoría eran hispanas y estaban involucradas en el tráfico de drogas y la prostitución.

## Víctimas
Los restos descubiertos en 2009 fueron identificados como los de las siguientes mujeres y chicas, todas las cuales desaparecieron entre 2001 y 2005.
- Monica Diana Candelaria, 22 años, desaparecida el 15 de mayo de 2003.
- Victoria Ann Chavez, 26 años, desaparecida el 5 de junio de 2003.
- Syllannia Terene Edwards, 15 años, desaparecida el 17 de agosto de 2003.
- Doreen Marquez, 24 años, desaparecida el 10 de octubre de 2003.
- Veronica Romero, 28 años, desaparecida el 14 de febrero de 2004.
- Las primas Jamie Caterina Barela, 15 años, y Evelyn Jesus Maria Salazar, de 27, desaparecieron el 26 de marzo de 2004.
- Virginia Cloven, 24 años, desaparecida el 13 de abril de 2004.
- Julie Cyndie Nieto, 24 años, desaparecida el 15 de julio de 2004.
- Cinnamon Elks, 32 años, desaparecida el 20 de agosto de 2004.
- Michelle Gina Valdez, 22 años, desaparecida el 22 de septiembre de 2004. Según fotos de satélite, esta última víctima fue enterrada en 2005.

Syllania Edwards, una joven fugitiva de 15 años de Lawton (Oklahoma), era la única afroamericana y la única víctima de otro estado. Michelle Valdez estaba embarazada de cuatro meses al momento de su muerte.

## Posibles víctimas
En 2009, la detective Ida López elaboró una lista de mujeres desaparecidas de Albuquerque con vínculos con la prostitución y la adicción a las drogas que habían desaparecido entre 2001 y 2006; diez de ellas fueron encontradas enterradas en West Mesa, mientras otras nueve mujeres con similares antecedentes siguen desaparecidas, lo que aumenta la preocupación de que haya habido más víctimas:
- Darlene Marie Trujillo, 20 años, desaparecida el 4 de julio de 2001.
- Martha Jo Lucher, 32 años, desaparecida el 3 de septiembre de 2003.
- Anna Love Vigil, 20 años, desaparecida el 21 de enero de 2005.
- Felipa Victoria Gonzales, 22 años, desaparecida el 27 de abril de 2005.
- Nina Brenda Herron, 21 años, desaparecida el 14 de mayo de 2005.
- Jillian Elizabeth Henderson-Ortiz, 19 años, desaparecida el 16 de enero de 2006.
- Shawntell Monique Waites, 29 años, desaparecida el 15 de marzo de 2006.
- Leah Rachelle Peebles, 23 años, desaparecida el 5 de mayo de 2006.
- Vanessa Reed, 24 años, desaparecida el 13 de junio de 2006.

El 9 de diciembre de 2010, la policía de Albuquerque publicó seis fotos de otras siete mujeres no identificadas que también podrían estar vinculadas a West Mesa. La policía no dijo cómo ni dónde habían obtenido las fotos. Algunas de las mujeres parecían estar inconscientes y muchas compartían las mismas características físicas que las 11 víctimas originales. Al día siguiente, la policía publicó una fotografía adicional de otra mujer; esta mujer fue posteriormente identificada por familiares, quienes informaron que había fallecido por causas naturales varios años antes. El 13 de diciembre de 2010, la policía informó que dos de las mujeres en las fotos habían sido identificadas como vivas y podrían tener información valiosa si pudieran ser localizadas. En junio de 2018, se encontraron más huesos cerca del sitio de los entierros, pero luego se determinó que eran antiguos y no estaban relacionados con los asesinatos de West Mesa.

## Sospechosos
La policía sospecha que todos los cuerpos fueron enterrados por la misma persona o personas, y pueden ser obra de un asesino en serie, que desde entonces se conoce como el coleccionista de huesos de West Mesa.
Nunca se ha nombrado a ningún sospechoso oficial en relación con los asesinatos. En 2010, se ofreció una recompensa de hasta 100 000 dólares por información que condujera al arresto y condena de la persona o personas responsables. Con el tiempo, varios hombres han atraído la atención de la policía, aunque no han sido nombrados como sospechosos completos, en relación con los asesinatos.
Fred Reynolds era un proxeneta que conocía a una de las mujeres desaparecidas y, según los informes, tenía fotos de prostitutas desaparecidas; murió por causas naturales en enero de 2009.
Lorenzo Montoya, impresor en una imprenta local, vivía a menos de cinco kilómetros del lugar del entierro. En 2006, según los informes, había senderos de tierra que iban desde su parque de casas rodantes hasta el sitio. Había sido arrestado dos veces por ataques violentos a prostitutas y había amenazado con matar a su novia y "enterrarla en cal". Sus compañeros de trabajo dijeron que había hablado de matar mujeres y enterrarlas en West Mesa. En diciembre de 2006, Montoya estranguló a Shericka Hill, prostituta de 19 años, en su caravana y luego el novio de la adolescente lo mató a tiros mientras trataba de meter el cuerpo en el maletero de su coche. En ese momento, las autoridades dijeron que no creían que fuera la primera vez que Montoya mataba a alguien, porque el crimen fue "demasiado brutal". Al parecer, los asesinatos en West Mesa se detuvieron después de su muerte.
Durante el registro del hogar de Montoya, los detectives encontraron una grabación casera en su cámara; solo una parte del video se hizo pública. Según la policía, la primera parte del video muestra a Montoya manteniendo relaciones sexuales con una mujer no identificada que parece inconsciente o posiblemente muerta, antes de que la imagen se vaya a negro y se muestre luego un primer plano del cabecero de la cama y la pared, mientras se escucha rasgar de cinta adhesiva y apertura de una bolsa de basura. Se especula que Montoya estaba preparando el cuerpo para su eliminación y se publicaron capturas de pantalla de la mujer no identificada con la esperanza de que alguien pudiera reconocerla.
En agosto de 2010, la policía registró varias propiedades en Joplin (Misuri) asociadas con el fotógrafo y empresario local Ron Erwin en relación con los casos de West Mesa. Confiscaron "decenas de miles" de fotos del hombre, que, según los informes, solía visitar la feria estatal en Albuquerque. La policía confirmó que habían absuelto a Erwin como sospechoso.
En diciembre de 2010, el asesino en serie de Colorado convicto Scott Lee Kimball declaró que estaba siendo investigado por los asesinatos de West Mesa, pero negó haber matado a las mujeres.
En 2014, un gran avance en un caso de décadas de antigüedad hizo que la policía de Albuquerque se interesara en Joseph Blea como sospechoso de los asesinatos. Blea ha sido apodado el "violador de mitad de la escuela" por sus actividades en la década de 1980. La policía dice que a menudo irrumpía en las casas de niñas de 13 a 15 años que vivían cerca de la escuela secundaria McKinley en Albuquerque y las violaba. En un caso, había una muestra de ADN, pero el kit de prueba de violación no se volvió a probar hasta 2010, lo que finalmente relacionó a Blea con la violación. En 2015, la policía también sospechó que Blea había matado a una meretriz; su muestra de ADN estaba ubicada en la cintura y el cinturón de una prostituta encontrada muerta en Central Ave, una notoria calle para el trabajo sexual en la parte este de la ciudad. Además, se encontró una etiqueta de árbol de un vivero en el área donde estaban enterrados los cuerpos de las víctimas de West Mesa; fue rastreada hasta una guardería que Blea frecuentaba. Tenía ropa interior femenina y joyas que no pertenecían ni a su esposa ni a su hija en su casa, y supuestamente le dijo a un compañero de celda que había solicitado los servicios de las víctimas de West Mesa, a quienes llamó "detestables". Blea, en el caso de violación en la mitad de la escuela, fue sentenciado a 36 años en junio de 2015, a los 58 años de edad.